# Campionato mondiale di baseball 1984
Il XXVIII Campionato mondiale di baseball si tenne dal 14 al 28 ottobre 1984 a Cuba negli stadi di L'Avana, Santiago di Cuba e Holguín.

## Classifica finale
| Pos. | Squadra          |
| ---- | ---------------- |
|      | Cuba             |
|      | Taipei cinese    |
|      | Stati Uniti      |
| 4    | Giappone         |
| 5    | Corea del Sud    |
| 6    | Panama           |
| 7    | Nicaragua        |
| 8    | Porto Rico       |
| 9    | Venezuela        |
| 10   | Antille Olandesi |
| 11   | Italia           |
| 12   | Rep. Dominicana  |
| 13   | Paesi Bassi      |

## Risultati

### Primo turno

#### Gruppo A
| Data       | Ora   | Stadio  | Squadra 1        | Squadra 2        | Ris.    | Note       |
| ---------- | ----- | ------- | ---------------- | ---------------- | ------- | ---------- |
| 14 ottobre | 21:00 | L'Avana | Cuba             | Italia           | 6 - 5   |            |
| 14 ottobre | 14:00 | L'Avana | Nicaragua        | Antille Olandesi | 8 - 5   |            |
| 14 ottobre | 14:00 | L'Avana | Porto Rico       | Venezuela        | 3 - 2   | 11 manches |
| 15 ottobre | 14:00 | L'Avana | Giappone         | Antille Olandesi | 7 - 1   |            |
| 15 ottobre | 17:00 | L'Avana | Venezuela        | Italia           | 6 - 0   |            |
| 15 ottobre | 21:00 | L'Avana | Cuba             | Porto Rico       | 4 - 5   |            |
| 16 ottobre | 13:30 | L'Avana | Porto Rico       | Italia           | 2 - 4   |            |
| 16 ottobre | 17:00 | L'Avana | Giappone         | Nicaragua        | 11 - 2  |            |
| 16 ottobre | 20:30 | L'Avana | Venezuela        | Cuba             | 0 - 13  |            |
| 17 ottobre | 13:30 | L'Avana | Porto Rico       | Nicaragua        | 5 - 1   |            |
| 17 ottobre | 17:00 | L'Avana | Italia           | Giappone         | 1 - 9   |            |
| 17 ottobre | 20:30 | L'Avana | Antille Olandesi | Cuba             | 2 - 9   |            |
| 18 ottobre | 13:30 | L'Avana | Venezuela        | Giappone         | 1 - 4   |            |
| 18 ottobre | 17:30 | L'Avana | Italia           | Nicaragua        | 4 - 11  |            |
| 18 ottobre | 21:00 | L'Avana | Antille Olandesi | Porto Rico       | 1 - 7   |            |
| 19 ottobre | 13:30 | L'Avana | Antille Olandesi | Venezuela        | 1 - 8   |            |
| 19 ottobre | 17:00 | L'Avana | Giappone         | Porto Rico       | 11 - 3  |            |
| 19 ottobre | 20:30 | L'Avana | Nicaragua        | Cuba             | 0 - 10  | 7 manches  |
| 20 ottobre | 13:30 | L'Avana | Italia           | Antille Olandesi | 19 - 20 | 10 manches |
| 20 ottobre | 18:00 | L'Avana | Nicaragua        | Venezuela        | 3 - 2   |            |
| 20 ottobre | 21:00 | L'Avana | Cuba             | Giappone         | 3 - 1   |            |

| Pos. | Squadra          | G | V | P | PF | PS | %    |
| ---- | ---------------- | - | - | - | -- | -- | ---- |
| 1    | Cuba             | 6 | 5 | 1 | 45 | 13 | .833 |
| 2    | Giappone         | 6 | 5 | 1 | 43 | 11 | .833 |
| 3    | Porto Rico       | 6 | 4 | 2 | 25 | 23 | .667 |
| 4    | Nicaragua        | 6 | 3 | 3 | 25 | 37 | .500 |
| 5    | Venezuela        | 6 | 2 | 4 | 19 | 24 | .333 |
| 6    | Antille Olandesi | 6 | 1 | 5 | 30 | 58 | .167 |
| 7    | Italia           | 6 | 1 | 5 | 33 | 54 | .167 |

G : giocate, V : vinte, P : perse, PF : punti fatti, PS : punti subiti, % : percentuale vittorie.

#### Groupe B
| Data       | Ora   | Stadio   | Squadra 1             | Squadra 2             | Ris.   | Note       |
| ---------- | ----- | -------- | --------------------- | --------------------- | ------ | ---------- |
| 14 ottobre | 15h00 | Santiago | USA                   | Corea del Sud         | 3 - 0  |            |
| 15 ottobre | 13h30 | Santiago | Repubblica Dominicana | Corea del Sud         | 1 - 0  | 12 manches |
| 15 ottobre | 19h00 | Santiago | Paesi Bassi           | Taiwan                | 3 - 2  |            |
| 15 ottobre | 22h00 | Santiago | USA                   | Panama                | 7 - 1  |            |
| 16 ottobre | 13h30 | Santiago | Taiwan                | Panama                | 4 - 5  |            |
| 16 ottobre | 18h30 | Santiago | USA                   | Repubblica Dominicana | 3 - 0  |            |
| 16 ottobre | 21h30 | Santiago | Corea del Sud         | Paesi Bassi           | 2 - 1  |            |
| 17 ottobre | 13h30 | Santiago | Paesi Bassi           | USA                   | 2 - 4  |            |
| 17 ottobre | 17h00 | Santiago | Panama                | Repubblica Dominicana | 2 - 1  |            |
| 17 ottobre | 20h30 | Santiago | Corea del Sud         | Taiwan                | 2 - 0  |            |
| 18 ottobre | 13h30 | Santiago | Repubblica Dominicana | Paesi Bassi           | 2 - 0  |            |
| 20 ottobre | 10h00 | Santiago | Panama                | Corea del Sud         | 4 - 1  |            |
| 20 ottobre | 13h30 | Santiago | Taiwan                | Etats-Unis            | 6 - 1  |            |
| 19 ottobre | 13h30 | Santiago | Paesi Bassi           | Panama                | 1 - 2  |            |
| 19 ottobre | 15h30 | Santiago | Taiwan                | Repubblica Dominicana | 12 - 2 | 8 manches  |

| Pos. | Squadra         | G | V | P | PF | PS | %    |
| ---- | --------------- | - | - | - | -- | -- | ---- |
| 1    | Stati Uniti     | 5 | 4 | 1 | 18 | 9  | .800 |
| 2    | Panama          | 5 | 4 | 1 | 14 | 14 | .800 |
| 3    | Corea del Sud   | 5 | 2 | 3 | 5  | 9  | .400 |
| 4    | Taipei cinese   | 5 | 2 | 3 | 24 | 13 | .400 |
| 5    | Rep. Dominicana | 5 | 2 | 3 | 6  | 17 | .400 |
| 6    | Paesi Bassi     | 5 | 1 | 4 | 7  | 12 | .200 |

G : giocate, V : vinte, P : perse, PF : punti fatti, PS : punti subiti, % : percentuale vittorie.

### Secondo turno

#### Gruppo D (9º - 13º posto)
| Data       | Ora   | Stadio  | Squadra 1            | Squadra 2             | Ris.   | Note       |
| ---------- | ----- | ------- | -------------------- | --------------------- | ------ | ---------- |
| 22 ottobre | 20h00 | Holguín | Antille Olandesi     | Repubblica Dominicana | 9 - 8  |            |
| 23 ottobre | 10h00 | Holguín | Italia               | Paesi Bassi           | 4 - 2  |            |
| 23 ottobre | 10h00 | Holguín | Republica Dominicana | Venezuela             | 1 - 2  |            |
| 23 ottobre | 21h00 | Holguín | Paesi Bassi          | Antille Olandesi      | 9 - 10 |            |
| 24 ottobre | 17h00 | Holguín | Venezuela            | Paesi Bassi           | 2 - 1  |            |
| 24 ottobre | 20h30 | Holguín | Antille Olandesi     | Italia                | 5 - 4  |            |
| 25 ottobre | 17h00 | Holguín | Paesi Bassi          | Republica Dominicana  | 4 - 5  |            |
| 25 ottobre | 20h30 | Holguín | Italia               | Venezuela             | 3 - 5  |            |
| 26 ottobre | 11h00 | Holguín | Venezuela            | Antille Olandesi      | 6 - 2  |            |
| 26 ottobre | 17h00 | Holguín | Republica Dominicana | Italia                | 3 - 7  | 10 manches |

| Pos. | Squadra          | G | V | P | PF | PS | %     |
| ---- | ---------------- | - | - | - | -- | -- | ----- |
| 9    | Venezuela        | 4 | 4 | 0 | 15 | 7  | 1.000 |
| 10   | Antille Olandesi | 4 | 3 | 1 | 26 | 27 | .750  |
| 11   | Italia           | 4 | 2 | 2 | 18 | 15 | .500  |
| 12   | Rep. Dominicana  | 4 | 1 | 3 | 17 | 22 | .250  |
| 13   | Paesi Bassi      | 4 | 0 | 4 | 16 | 21 | .000  |

G : giocate, V : vinte, P : perse, PF : punti fatti, PS : punti subiti, % : percentuale vittorie.

#### Gruppo C (1º - 8º posto)
| Data       | Ora   | Stadio  | Squadra 1     | Squadra 2     | Ris.   | Note       |
| ---------- | ----- | ------- | ------------- | ------------- | ------ | ---------- |
| 22 ottobre | 13h30 | L'Avana | USA           | Nicaragua     | 8 - 2  |            |
| 22 ottobre | 17h00 | L'Avana | Giappone      | Taiwan        | 4 - 3  |            |
| 22 ottobre | 17h00 | L'Avana | Porto Rico    | Corea del Sud | 1 - 3  |            |
| 22 ottobre | 20h30 | L'Avana | Panama        | Cuba          | 6 - 10 |            |
| 23 ottobre | 13h30 | L'Avana | Nicaragua     | Giappone      | 4 - 2  |            |
| 23 ottobre | 17h00 | L'Avana | Taiwan        | USA           | 0 - 7  |            |
| 23 ottobre | 17h00 | L'Avana | Panama        | Porto Rico    | 8 - 2  |            |
| 23 ottobre | 20h30 | L'Avana | Cuba          | Corea del Sud | 5 - 0  |            |
| 24 ottobre | 13h30 | L'Avana | Nicaragua     | Panama        | 1 - 4  |            |
| 24 ottobre | 17h00 | L'Avana | USA           | Porto Rico    | 5 - 7  |            |
| 24 ottobre | 17h00 | L'Avana | Corea del Sud | Taiwan        | 0 - 3  |            |
| 24 ottobre | 20h30 | L'Avana | Giappone      | Cuba          | 4 - 14 |            |
| 25 ottobre | 13h30 | L'Avana | Giappone      | Panama        | 4 - 3  | 10 manches |
| 25 ottobre | 17h00 | L'Avana | Porto Rico    | Taiwan        | 2 - 4  |            |
| 25 ottobre | 17h00 | L'Avana | USA           | Corea del Sud | 6 - 5  | 10 manches |
| 25 ottobre | 20h30 | L'Avana | Nicaragua     | Cuba          | 7 - 16 |            |
| 26 ottobre | 13h30 | L'Avana | Porto Rico    | Nicaragua     | 2 - 3  |            |
| 26 ottobre | 17h00 | L'Avana | Corea del Sud | Giappone      | 4 - 5  |            |
| 26 ottobre | 17h00 | L'Avana | Panama        | USA           | 4 - 3  |            |
| 26 ottobre | 20h30 | L'Avana | Cuba          | Taiwan        | 4 - 7  |            |
| 27 ottobre | 13h30 | L'Avana | Corea del Sud | Panama        | 6 - 4  |            |
| 27 ottobre | 17h00 | L'Avana | USA           | Giappone      | 4 - 2  |            |
| 27 ottobre | 17h00 | L'Avana | Taiwan        | Nicaragua     | 5 - 3  | 5 manches  |
| 27 ottobre | 20h30 | L'Avana | Cuba          | Porto Rico    | 7 - 5  |            |
| 28 ottobre | 13h30 | L'Avana | Corea del Sud | Nicaragua     | 8 - 1  |            |
| 28 ottobre | 13h30 | L'Avana | Taiwan        | Panama        | 3 - 1  |            |
| 28 ottobre | 17h00 | L'Avana | Giappone      | Porto Rico    | 1 - 2  |            |
| 28 ottobre | 20h30 | L'Avana | Cuba          | USA           | 10 - 1 |            |

| Pos. | Squadre       | G | V | P | PF | PS | %    |
| ---- | ------------- | - | - | - | -- | -- | ---- |
| 1    | Cuba          | 7 | 6 | 1 | 66 | 30 | .857 |
| 2    | Taipei cinese | 7 | 5 | 2 | 25 | 21 | .714 |
| 3    | Stati Uniti   | 7 | 4 | 3 | 34 | 30 | .571 |
| 4    | Giappone      | 7 | 3 | 4 | 22 | 34 | .429 |
| 5    | Corea del Sud | 7 | 3 | 4 | 26 | 25 | .429 |
| 6    | Panama        | 7 | 3 | 4 | 30 | 29 | .429 |
| 7    | Nicaragua     | 7 | 2 | 5 | 21 | 45 | .286 |
| 8    | Porto Rico    | 7 | 2 | 5 | 21 | 31 | .286 |

G : giocate, V : vinte, P : perse, PF : punti fatti, PS : punti subiti, % : percentuale vittorie.